# Lamnao Singto
Lamnao Singto (tiếng Lào: ລາເນາ ສງໂຕ; sinh ngày 15 tháng 4 năm 1988 tại Tỉnh Luangprabang), là một cầu thủ bóng đá Lào. Anh từng thi đấu trong màu áo của Buriram United F.C. trong khuôn khổ giải Thai Premier League của Thái Lan. Năm 2010, Lamnao chuyển sang đầu quân cho YOTHA FC (MCTPC FC) và thi đấu trong khuôn khổ giải Lào League
.

## Sự nghiệp quốc tế

### Bàn thắng quốc tế
| #  | Ngày                 | Địa điểm                                               | Đối thủ    | Bàn thắng | Kết quả | Giải đấu                 |
| -- | -------------------- | ------------------------------------------------------ | ---------- | --------- | ------- | ------------------------ |
| 1. | 23 tháng 10 năm 2008 | Sân vận động Olympic Phnôm Pênh, Phnôm Pênh, Campuchia | Brunei     | 2–2       | 3–2     | Vòng loại AFF Cup 2008   |
| 2. | 25 tháng 10 năm 2008 | Sân vận động Olympic Phnôm Pênh, Phnôm Pênh, Campuchia | Đông Timor | 1–0       | 2–1     | Vòng loại AFF Cup 2008   |
| 3. | 26 tháng 10 năm 2010 | Sân vận động Quốc gia Lào mới, Viêng Chăn, Lào         | Đông Timor | 3–1       | 6–1     | Vòng loại AFF Cup 2010   |
| 4. | 7 tháng 12 năm 2010  | Sân vận động Jalak Harupat Soreang, Soreang, Indonesia | Malaysia   | 1–1       | 1–5     | AFF Cup 2010             |
| 5. | 3 tháng 7 năm 2011   | Sân vận động Quốc gia Lào mới, Viêng Chăn, Lào         | Campuchia  | 1–0       | 6–2     | Vòng loại World Cup 2014 |
| 6. | 3 tháng 7 năm 2011   | Sân vận động Quốc gia Lào mới, Viêng Chăn, Lào         | Campuchia  | 4–1       | 6–2     | Vòng loại World Cup 2014 |